# مانويل جاتو
مانويل غاتو توماسون (بالإسبانية: Manuel Gato Thomason)‏ (من مواليد 28 يناير 1984 في أليكانتي، فالنسيا) هو لاعب كرة قدم إسباني، يلعب لنادي ساباديل كمهاجم.

## وصلات خارجية
- مانويل جاتو على موقع قاعدة بيانات كرة القدم.إي يو (الإنجليزية)
- مانويل جاتو على موقع Soccerway.com (الإنجليزية)
- مانويل جاتو على موقع AS.com (الإسبانية)

- Alcoyano official profile
- BDFutbol profile
- Futbolme profile (بالإسبانية)
- Transfermarkt profile